# La Bande à Baader
Pour plus de détails, voir Fiche technique et Distribution.

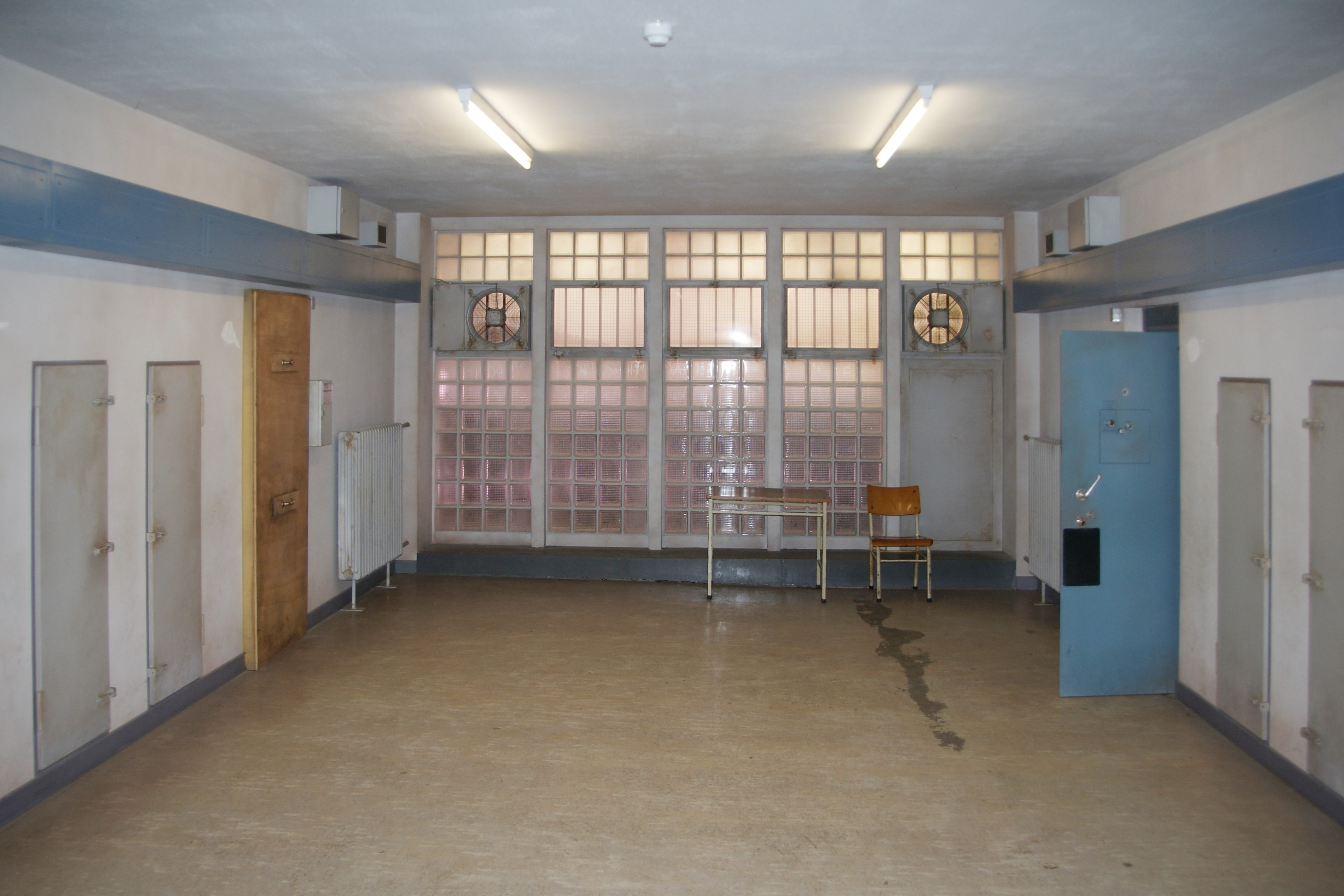
Plateau de tournage de Der Baader Meinhof Komplex au Bavaria Film Studio

La Bande à Baader (Der Baader Meinhof Komplex) est un film franco-tchéco-allemand réalisé par Uli Edel, sorti le 12 novembre 2008.
Le film est basé sur le livre de Stefan Aust et raconte les premières années de l'organisation révolutionnaire d'extrême gauche ouest-allemande Fraction armée rouge (RAF), qui a été le groupe terroriste le plus actif et le plus important de l'après-guerre en Allemagne de l'Ouest. Le livre et le film se concentrent sur la RAF à partir de ses débuts en 1967, jusqu'à l'« automne allemand » de 1977.
Le titre Der Baader Meinhof Komplex fait référence à l'illusion de fréquence, autrement dit le phenomène Baader-Meinhof, dont la détection est liée à la mention du groupe terroriste dans les médias .

## Synopsis
L'action du film débute avec le voyage à Berlin-Ouest du shah d'Iran Mohammad Reza Pahlavi en juin 1967. Pendant que la journaliste du périodique d'extrême gauche Konkret, Ulrike Meinhof publie une lettre ouverte ironique à l'épouse du Shah, la visite officielle est marquée par de violents incidents entre les manifestants d'extrême gauche d'une part, et des résidents iraniens pro-Pahlavi, puis les forces de police, d'autre part. Au cours des affrontements, un étudiant, Benno Ohnesorg, est tué. Moins d'une année plus tard, on assiste à la tentative d'assassinat en pleine rue sur la personne de Rudi Dutschke, un chef de l'extrême gauche étudiante. Le soir-même, une manifestation contre le groupe de presse Axel-Springer, tenu par les journaux de gauche comme responsable de la montée de la tension, tourne à l'émeute.
La Fraction armée rouge, un groupe clandestin fondé par Andreas Baader et Gudrun Ensslin, qui appartient à la tendance la plus radicale de l'extrême gauche allemande, se lance alors dans d'autres formes d'action : la guérilla urbaine. Ils posent des bombes incendiaires dans deux centres commerciaux de Francfort pour protester contre la guerre du Viêt Nam. Les auteurs sont arrêtés le lendemain. Ulrike Meinhof, au nom de Konkret demande à rencontrer les détenus pour écrire un article. Elle fait ainsi connaissance avec Gudrun Ensslin, Thorwald Proll et Andreas Baader.
Les accusés sont condamnés à trois ans de prison, mais, à la suite de leur appel, ils sont remis en liberté provisoire en juin 1969. Mais en novembre 1969 leur appel est rejeté. Andreas Baader et Gudrun Ensslin passent alors dans la clandestinité. Leur avocat, Horst Mahler, vient les trouver et les persuade de revenir en Allemagne. Ils rentrent alors clandestinement à Berlin, où ils sont hébergés par Meinhof. Un soir, Baader est arrêté lors d'un banal contrôle routier. Le groupe décide alors d'organiser son évasion. L'opération réussit, mais, après quelques hésitations, Ulrike passe aussi dans la clandestinité, laissant derrière elle son mari et ses deux filles.
En été 1970, le groupe se retrouve en Jordanie, dans un camp d'entraînement du Fatah palestinien. La cohabitation entre les nationalistes arabes et les Allemands ne se passe pas sans accroc, sans compter que le mari de Meinhof est venu se joindre au groupe, sans que ses motivations soient très claires. Le groupe retourne en Allemagne, après avoir obtenu une promesse de soutien, en armes et en fonds, de la part des Palestiniens. Baader et ses camarades se rappellent à l'Allemagne de manière fracassante : en dix minutes, le groupe attaque trois banques simultanément, mettant la main sur plus de 200 000 marks. Mais au cours des semaines suivantes, plusieurs militants, dont Horst Mahler et Astrid Proll, sont arrêtés, et, au cours d'une opération policière, une activiste du groupe, Petra Schelm, est tuée au cours d'un affrontement avec la police.
La RAF se lance dans une escalade de la violence. Elle commet nombre d'attentats à la bombe et à l'arme de guerre, contre des magistrats, des bases militaires américaines, des rédactions de journaux, des postes de police.
En été 1972, une opération policière d'envergure nationale est lancée, mobilisant des moyens énormes. Elle aboutit à l'arrestation de quasiment tous les dirigeants de l'organisation, dont Baader, Ensslin, Meinhof et Holger Meins. Ils sont aussitôt incarcérés dans la prison de haute sécurité de, Stuttgart-Stammheim, où ils sont placés en cellules d'isolement.
Lors d'une grève de la faim, Holger Meins perd la vie. La RAF assassine alors le président de la Cour suprême, Günter von Drenkmann. Une autre action est organisée à Stockholm, où un groupe prend en otage le personnel de l'ambassade allemande. La prise d'otages se termine de manière dramatique. Pendant ce temps, le procès des membres de la RAF emprisonnés continue. Mais Meinhof se brouille avec les autres prisonniers et finit par se suicider en mai 1976. À l'extérieur, Brigitte Mohnhaupt prend la tête de la RAF, et lance une nouvelle vague d'attentats. Le procureur général Siegfried Buback est assassiné à Karlsruhe, en même temps que son chauffeur et son garde du corps. De leur côté, des militants palestiniens du FPLP détournent un avion de la Lufthansa pour revendiquer la libération de leurs anciens amis. Mais cette manœuvre tourne à l'échec. Andreas Baader, Gudrun Ensslin, Irmgard Möller et Jan-Carl Raspe prennent alors la décision de se suicider. Refusant d'admettre le fait que leurs camarades se soient eux-mêmes donné la mort, les membres de la RAF à l'extérieur exécutent dans une forêt le président de la chambre patronale Hanns Martin Schleyer, qu'ils détiennent depuis 43 jours.

## Fiche technique
Sauf indication contraire, les informations mentionnées dans cette section peuvent être confirmées par la base de données cinématographiques IMDb,  présente dans la section « Liens externes ».
- Titre français : La Bande à Baader
- Titre original : Der Baader Meinhof Komplex
- Réalisation : Uli Edel
- Scénario : Bernd Eichinger, Uli Edel
- Musique : Peter Hinderthür
- Photographie : Rainer Klausmann
- Montage : Alexander Berner
- Casting : An Dorthe Braker
- Décors : Bernd Lepel
- Costume : Hucky Homberger
- Production déléguée : Bernd Eichinger
- Société(s) de distribution : Metropolitan Filmexport
- Pays d'origine :   France  Allemagne
- Langue originale : français, allemand
- Format :  Technicolor  - 1,85:1 -  35 mm - son  Dolby Digital
- Genre : thriller
- Durée : 150 minutes
- Dates de sortie :  
  -  Allemagne : 16 septembre 2008
  -  France : 12 novembre 2008

## Distribution
- Martina Gedeck (VF : Déborah Perret) : Ulrike Meinhof
- Moritz Bleibtreu : Andreas Baader
- Johanna Wokalek : Gudrun Ensslin
- Niels Bruno Schmidt : Jan-Carl Raspe
- Nadja Uhl : Brigitte Mohnhaupt
- Vinzenz Kiefer : Peter-Jürgen Boock
- Stipe Erceg : Holger Meins
- Katharina Wackernagel : Astrid Proll
- Johannes Suhm : Thorwald Proll
- Anna Thalbach : Ingrid Schubert
- Annika Kuhl : Irmgard Möller
- Hannah Herzsprung : Susanne Albrecht
- Daniel Lommatzsch : Christian Klar
- Alexandra Maria Lara : Petra Schelm
- Andreas Tobias : Manfred Grashof
- Christian Blümel : Siegfried Hausner
- Britta Hammelstein (de) : Hanna Krabbe
- Susanne Bormann : Irene Goergens ou Petra „Peggy“ Schoenau
- Hannes Wegener : Willi-Peter Stoll (de)
- Jan Josef Liefers : Peter Homann (de)
- Michael Gwisdek : Helmut Ensslin
- Volker Bruch : Stefan Aust
- Simon Licht : Horst Mahler
- Hans-Werner Meyer : Klaus Rainer Röhl
- Sebastian Blomberg : Rudi Dutschke
- Tom Schilling : Josef Bachmann
- Martin Glade : Benno Ohnesorg
- Leonie Brandis : Friederike Dollinger
- Bruno Ganz (VF : Georges Claisse) : Horst Herold
- Heino Ferch : l'assistant d'Horst Herold Dietrich Koch
- Joachim Paul Assböck : Günther Scheicher
- Bernd Stegemann : Hanns Martin Schleyer
- Thomas Thieme (de) : juge Dr. Theodor Prinzing
- Alexander Held : Siegfried Buback
- Hubert Mulzer : Jürgen Ponto
- Kirsten Block : Frau Ponto
- Figurant : Peter Urbach
- Figurant : Gottfried Hageman (membre de la RAF)
- Nina Eichinger : téléphoniste aux éditions Axel Springer
- Smaïl Mekki : Abu Hassan
- Christian Näthe (de) : Jochen
- Jasmin Tabatabai : Hanne
- Thomas Winter : Bernward Vesper
- Sunnyi Melles : Frau Buddenberg
- Michael Schenk : Siegfried Haag
- Hannes Wegener : Willi-Peter Stoll

## Distinctions

### Nomination
- Oscar 2009 : Nommé pour l'Oscar de meilleur film en langue étrangère